# Еллінгтон (Нью-Йорк)
Еллінгтон (англ. Ellington) — місто (англ. town) в США, в окрузі Чотоква штату Нью-Йорк. Населення — 1497 осіб (2020).

## Демографія
Згідно з переписом 2010 року, у місті мешкали 1643 особи в 605 домогосподарствах у складі 453 родин. Було 716 помешкань
Расовий склад населення:
| - 98,2 % — білих - 0,2 % — корінних американців - 0,1 % — азіатів |

До двох чи більше рас належало 1,4 %. Частка іспаномовних становила 1,0 % від усіх жителів.
За віковим діапазоном населення розподілялося таким чином: 26,5 % — особи молодші 18 років, 60,0 % — особи у віці 18—64 років, 13,5 % — особи у віці 65 років та старші. Медіана віку мешканця становила 39,8 року. На 100 осіб жіночої статі у місті припадало 105,6 чоловіків;  на 100 жінок у віці від 18 років та старших — 104,1 чоловіків також старших 18 років.
Середній дохід на одне домашнє господарство  становив 75 936 доларів США (медіана — 53 558), а середній дохід на одну сім'ю — 89 851 долар (медіана — 61 736). Медіана доходів становила 43 158 доларів для чоловіків та 34 500 доларів для жінок. За межею бідності перебувало 12,7 % осіб, у тому числі 16,7 % дітей у віці до 18 років та 7,9 % осіб у віці 65 років та старших.
Цивільне працевлаштоване населення становило 801 особа. Основні галузі зайнятості: освіта, охорона здоров'я та соціальна допомога — 22,5 %, виробництво — 20,6 %, мистецтво, розваги та відпочинок — 10,7 %, сільське господарство, лісництво, риболовля — 8,7 %.